# Алвизе Виварини
Алви́зе Вивари́ни (на италиански: Alvise Vivarini, 1446 – 1502) – живописец, племенник, а може би, ученик Бартоломео Виварини, така също и представител на Венецианската школа.

## Влияние и анализ на творбите
Развива се под влияние на Джовани Белини и до някаква степен усвоява в своя маниер силата и блясъка на неговия колорит. Работи във Венеция от 1464 година, умира след 1507 година.
Б. Бернсон в своте ранни работи по венецианска живопис невероятно (по думите на Гращенков) преувеличава историческото значение на Виварини, което повлича след себе си некритично разширение на кръга от приписваните му произведения. По-късно кръгът на тези творби значително се свива и той по право заема достатъчно скромно място в историята на венецианската живопис от късното куатроченто. Неговото изкуство е свъзващо звено между школата на семейство Виварини (неговия баща Антонио и чичо Бартоломео) и ранното творчество на негови ученик Лоренцо Лото. Той изпитва влиянието на Джовани Белини, но става един от най-верните последователи на Антонело да Месина. В своя портрет от Лондон той повтаря традиционната композиция и тъмния фон, но въвежда в догръдния портрет изрисуването и на ръка, която частично е видна зад парапета. Лицето на модела е показано почти във фас. Това е резултат от проникналите в средата на венецианците новости..
Към числото на най-добрите му произведения принадлежат:
- „Мадона на трон“
- „Св. Клара“
- „Св. Матей“
- „Благословяващ Спасител“
- „Молеща се Богородица“
- „Богородица на трон, обкръжена от шест светци и два ангела“

## Галерия
- Олтар (1478)
- мадона с младенеца, (1485 – 90)
- Благославящ Христос (1494)
- Христос, 1497 – 98